# Ibrahim Biogradlić
Ibrahim Biogradlić, född 8 mars 1931 i Sarajevo, död 20 februari 2015 i Sarajevo, var en jugoslavisk fotbollsspelare.
Han blev olympisk silvermedaljör i fotboll vid sommarspelen 1956 i Melbourne.